# Edith Bruck
Pour les articles homonymes, voir Bruck.
Edith Bruck, née Edith Steinschreiber le 3 mai 1931 à Tiszabercel en Hongrie, est une écrivaine italienne d'origine hongroise. Elle a été également scénariste et réalisatrice pour la télévision italienne. Edith Bruck est une survivante de l'holocauste.

## Biographie
Edith Steinschreiber est issue d'une famille juive habitant Tiszabercel dans le nord-est de la Hongrie près de la frontière ukrainienne. Toute sa famille est déportée en 1944 à Auschwitz. Sa sœur et elle sont transférées à Dachau, Christianstadt, et Bergen-Belsen, dont elles sont libérées par les Alliés. Après la guerre, elles retournent en Hongrie, puis Edith Steinschreiber rejoint une autre de ses sœurs en Tchécoslovaquie. À seize ans, elle épouse Milan Grün et émigre en Israël, divorce un an après, épouse Dany Roth, dont elle divorce rapidement. Elle épouse en troisièmes noces une connaissance, un dénommé Bruck, pour échapper au service militaire mais divorce une troisième fois avant ses vingt ans conservant toutefois le nom de son dernier mari.
En 1954, Edith Bruck part en Italie où elle s'installe à Rome et rencontre le réalisateur Nelo Risi qu'elle épouse, prenant dès lors la nationalité italienne. Elle publie en 1959 son premier livre, autobiographique et écrit en italien, Chi ti ama così [Qui t'aime ainsi]; et commence dès lors une carrière d'écrivain. Elle traduit en italien également des œuvres d'écrivains hongrois Attila József, Miklós Radnóti, Gyula Illyés et Ruth Feldman. Dans les années 1970 et 1980, elle travaille comme scénariste et réalisatrice pour la Rai.
Le 20 février 2021, le pape François effectue une rare sortie du Vatican pour lui rendre visite à son domicile romain après laquelle il déclare : « Je suis venu ici, chez elle, afin de la remercier pour son témoignage et pour rendre hommage au peuple martyr de la folie du populisme nazi. C'est avec sincérité que je répète les mots que j'ai prononcés du fond de mon cœur à Yad Vashem, et que je répète devant chaque personne qui, comme elle, a tellement souffert à cause de cela : "Pardon, Seigneur, au nom de l'humanité" ».

## Œuvre littéraire
- Chi ti ama così, éd. Lerici, 1959 ; rééd. Marsilio 1974, 2015

- Qui t'aime ainsi, trad. de Patricia Amardeil, Paris, Kimé, 2017, 126 p. (ISBN 978-2-84174-787-0)
- Andremo in città, éd. Lerici, 1962 ; rééd. Carucci, 1982
- È Natale, vado a vedere, éd. Scheiwiller, 1962
- Le sacre nozze, éd. Longanesi, 1969
- Due stanze vuote (préface de Primo Levi), éd. Marsilio, 1974
- Il tatuaggio (préface de Giovanni Raboni), éditions Guanda, 1975
- Transit, éditions Bompiani, 1978 ; rééd. Marsilio, 1995
- Mio splendido disastro, éd. Bompiani, 1979
- In difesa del padre, éd. Guanda, 1980
- Lettera alla madre, éd. Garzanti, 1988 – Prix Rapallo-Carige 1989

- Lettre à ma mère, trad. de Patricia Amardeil, Paris, Kimé, 2018, 202 p. (ISBN 978-2-84174-887-7)
- Monologo, éd. Garzanti, 1990
- Nuda proprietà, éd. Marsilio, 1993
- L'attrice, éd. Marsilio, 1995
- Il silenzio degli amanti, éd. Marsilio, 1997
- Itinerario: poesie scelte, éd. Quasar, 1998
- Signora Auschwitz: il dono della parola, éd. Marsilio, 1999

- Signora Auschwitz : le don de la parole, trad. de Patricia Amardeil, Paris, Kimé, 2015, 116 p. (ISBN 978-2-84174-721-4)
- L'amore offeso, éd. Marsilio, 2002
- Lettera da Francoforte, éd. Mondadori, 2004
- Specchi, éd. di storia e letteratura, 2005
- Quanta stella c'è nel cielo, éd. Garzanti, 2009 – Prix Viareggio 2009
- Privato, éd. Garzanti, 2010
- Pourquoi aurais-je survécu?, trad. de René de Ceccatty, Paris, Rivages, 2021, 128 p. (ISBN 978-2-7436-5504-4)
- Il pane perduto, La nave di Teseo editore, Milan, 2021

- Le Pain perdu, trad. de René de Ceccatty, Paris, Éditions du sous-sol, 2022, 176 p. (ISBN 978-2-364-68609-0)
- C’est moi, François (trad. René de Ceccatty), Éditions du Sous-Sol, 2022  (ISBN 9782364686953)
- La voix de la vie, anthologie poétique,trad. de René de Ceccatty,  128 p., 2023 (ISBN 978-2-743-655-044)

## Filmographie

### Réalisatrice
- 1979 : Improvviso
- 1983 : Per un viaggio in Italia (série télévisée), épisode Quale Sardegna ?
- 1986 : Un altare per la madre (téléfilm)

### Scénariste
- 1965 : Le Dernier Train (Andremo in città) de Nelo Risi
- 1979 : Improvviso d'Edith Bruck
- 1984 : Les Plaisirs interdits (Fotografando Patrizia) de Salvatore Samperi
- 1991 : Per odio, per amore (it) de Nelo Risi (téléfilm)

### Actrice
- 1958 : Le Pigeon de Mario Monicelli : femme se disputant sous la lucarne